# Church of St Mary the Virgin (Arbroath)

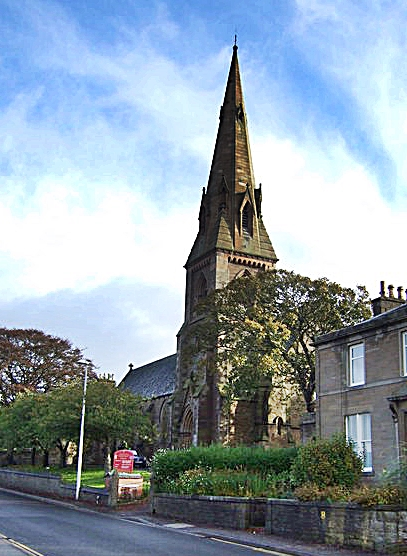
St Mary the Virgin

Die Church of St Mary the Virgin (deutsch: Kirche der Heiligen Jungfrau Maria) ist eine Kirche der Scottish Episcopal Church in Arbroath, Angus, Schottland. Diese ist ein Teil der Diocese of Brechin.

## Architektur
Das Kirchengebäude liegt auf der Springfield Terrace und wurde von 1852 bis 1854 nach Plänen des Architekten John Henderson aus Edinburgh errichtet. Robert Lorimer trug 1927 zur Beschaffung des Chorschirms und der Täfelungen bei.
Die Kirche hat ein großes längliches Kirchenschiff und Nordschiff mit Chor und Seitenkapelle. Der Turm ist im Nordwesten vom Kirchenschiff und die Spitze des Turmes ist ein prominentes Zeichen der Skyline der Stadt. Die Materialien sind gekerbtes Mauerwerk und Schiefer. Es ist ein Gebäude der Category B seit 1971. Das Pfarrhaus, das auch von Henderson geplant wurde, ist separat als Gebäude der Category C aufgeführt.
Die Orgel ist von Blackett & Howden aus Newcastle upon Tyne.

## Geschichte der Kongregation
Die Episkopalen wurden aus der Pfarrkirche von Arbroath 1694 ausgeschlossen und trafen sich anschließend in verschiedenen Häusern zur Versammlung. Eine Qualified congregation wurde 1760 errichtet. Nachdem sich die episkopale und die Qualified Kongregation 1806 zusammenschlossen, hielten sie ihre Gottesdienste zunächst in der Kapelle der Qualified congregation ab, welche 1859 verkauft wurde, nachdem die heutige Kirche fertiggestellt war. Die St Ninian’s United Free Church (welche heute dekonsekriert ist) steht an der Stelle der ehemaligen Kapelle.